# Liderança FM Barão de Grajaú
Liderança FM Barão do Grajaú é uma estação de rádio brasileira, situada na cidade de Barão de Grajaú, no estado do Maranhão. Afiliada à Rede Liderança, é sintonizada no dial FM, através da frequência FM 90.9 MHz e saiu da fase experimental no dia 6 de fevereiro de 2012. Sendo assim, a nova emissora maranhense é a 11ª da rede e o estado é o quarto a compor a rede.

## Histórico

### 2011
A emissora foi ao ar pela primeira vez no dia 23 de agosto de 2011, ano do centenário de Barão de Grajaú, durante a tarde. Em sua fase experimental, transmitia localmente músicas sem interrupção, com intervalos locais e curtos de no máximo 1 minuto e 30 segundos entre cada música. Durante os intervalos, era exibida a identificação da rádio - ainda como Rio Parnaíba FM - e ressaltado o seu caráter de teste. No dia seguinte, passou a transmitir a programação completa, sem programas locais, da Rede Liderança.
Testes feitos até o mínimo de cobertura com qualidade (entre 10km a 14km de distância da torre) apontaram que o sinal da emissora podia ser captado em toda a cidade de Barão de Grajaú - inclusive em boa parte da zona rural - e até o final da zona urbana de Floriano, que tem como saída três rodovias: BR-230, BR-343 e PI-140.
O radialista Francisco Costa, mais conhecido como Chico Costa na comunicação florianense e em todo o estado do Piauí fez seu retorno aos microfones por meio da Liderança FM. Ele apresenta o programa Manhã da Gente, das 5h da madrugada às 8h da manhã com os mais variados temas da macrorregião de Floriano e Barão de Grajaú.

### 2012
Em 6 de fevereiro de 2012 a emissora começou a veicular programação local, após quase 6 meses retransmitindo o sinal da matriz de Fortaleza. Na ocasião, estrearam três programas que são transmitidos atualmente por praticamente todas as afiliadas da Rede Liderança: Manhã da Gente, Bom Dia Liderança e É Só Pedir. A versão local do programa Pra Ficar e Amar, com apresentação de Roni Costa, foi retirada do ar 2 meses depois de sua estreia.
No dia 4 de setembro de 2012, durante o programa Bom Dia Liderança, o apresentador Chagas Rabelo recebeu o promotor Edmar Piauilino da 9ª Zona Eleitoral de Floriano para esclarecer fatos que envolvem a campanha eleitoral para prefeito e vereadores no município florianense e durante 40 minutos o promotor falou de várias das proibições neste período eleitoral por parte dos eleitores e candidatos, bem como, discorreu sobre as penalidades existentes. "Foi uma entrevista de grande proveito, pois atendemos alguns dos nossos ouvintes que fizeram solicitações no sentido de que levássemos o Dr. Edmar Piauilino ao programa para que ele fizesse alguns esclarecimentos", disse o comunicador.

### 2013
Desde o dia 3 de junho de 2013, o locutor André Alves assumiu o comando do programa Bom Dia Liderança. O radialista trabalhou por mais de dez anos em uma emissora de rádio em Paraibano, sendo considerado referência na comunicação regional.
Já no 2º semestre, o locutor João Vieira trouxe de volta o programa É Só Pedir, que estava sem locutor desde a saída de Chagas Rabelo no início do ano. Meses depois, João Vieira decidiu mudar de programa. Deixou o É Só Pedir para assumir o comando do Super Sucesso, que está no ar até hoje.

### 2014
A emissora começou o ano com um novo site e mantém uma página de internet ainda em desenvolvimento, disponibilizando um link para os internautas acompanharem a programação na rádio online 24h.

## Cobertura
A Liderança FM com um transmissor de potência 1.5 kW cobre 14 cidades do contorno de Barão de Grajaú:

### Maranhão
- Barão de Grajaú
- Paraibano
- São Francisco do Maranhão
- São João dos Patos
- Sucupira do Riachão

### Piauí
- Amarante
- Arraial
- Francisco Ayres
- Floriano
- Guadalupe
- Jerumenha
- Nazaré do Piauí
- Regeneração
- Tanque do Piauí

## Programação local
| Programa          | Dia(s)          | Horário       | Locutor(es) |
| ----------------- | --------------- | ------------- | ----------- |
| Bom Dia Liderança | Segunda a Sexta | 08:00 - 11:00 | André Alves |
| Super Sucesso     | Segunda a Sexta | 13:00 - 16:00 | João Vieira |